# Mesa de Noticias
Mesa de noticias fue un programa de televisión humorístico de Argentina emitido entre los años 1983 y 1987. Protagonizado por Juan Carlos Mesa y Gianni Lunadei. Coprotagonizado por Beatriz Bonnet, Alberto Fernández de Rosa, Cris Morena, Leticia Moreira y Edgardo Mesa. También, contó con las actuaciones especiales de Gino Renni y los primeros actores Javier Portales y Tandarica. Y las participaciones de Adriana Salgueiro, Carmen Barbieri, Cristina Alberó, Santiago Bal, Jorge Troiani y Mónica Gonzaga como actores invitados. Mesa de noticias fue emitido por ATC entre 1983 y 1986, su última temporada fue por Canal 13 en 1987, en ambos casos de lunes a viernes a las 20:00 en ATC y a las 19:00 en Canal 13.
El programa trataba sobre la vida en la redacción de un noticiero y programa de entrevistas. Tuvo una mezcla de varios ingredientes que le proporcionaron un éxito masivo. Contaba con un numeroso y muy variado elenco entre los que no solo había actores, sino también periodistas, músicos y modelos. No solo fue un gran éxito arrollador, también cambió el concepto de comedia que existía hasta entonces en la televisión argentina, y con el paso del tiempo se transformó en una de las producciones emblemáticas de la televisión nacional. Gianni Della Nata (Lunadei), prototipo del empleado aparentemente servil pero realmente detestable, fue creado por Mesa específicamente para usar la maldad siempre impune como fuente de humor.

## Elenco
El ciclo estuvo protagonizado por:
- Juan Carlos Mesa † ... Juan Carlos Mesa
- Gianni Lunadei † ... Gianni Della Nata
- Beatriz Bonnet † ... Beatriz Sanguedolce
- Gino Renni + ... Gino Foderone de la Salsiccia
- Alberto Fernández de Rosa ... Alberto Rosales
- Cris Morena ... Cris
- Leticia Moreira ... Leticia
- Verónica Goldstein ...  Verónica
- Eleonora Wexler ... Eleonora
- Cristina Alberó
- Edgardo Mesa †...[2] Edgardo Mesa
- Adriana Salgueiro ...  Adriana
- Mónica Gonzaga ... Mónica González
- Alberto Irízar † ...  Jesús Angueiras
- Osvaldo Terranova † ... del Faso
- Georgina Barbarossa
- Anamá Ferreira ... Anamá
- Javier Portales †
- Carmen Barbieri ... Carmen Barbera
- Santiago Bal +
- Silvana Di Lorenzo ...  Silvana
- Horacio Taicher †
- Mike Ribas † (creador de la música del programa),
- Tandarica †
- Marisa Carreras
- Victoria Carreras,
- Patsy Crawley,
- Marianella,
- Gerardo Baamonde,
- Hugo Daniel Marcos, Inocencio
- Marisa Herrero † ...  Carmiña
- Fernando Bravo   Fernando Bravo
- Norma Kraider ... Norma/ La trutrula/ La mujer del baño/ La Pastora
- María Fernanda Crisguolo ... María Fernanda
- Analia Garcia Escariz, /*Es la cantante infantil conocida como "Candela"*/ Telefonista
- María Esther Lovero,
- Alicia Ilvek,
- Carlos Rotundo, Turrondo
- Alberto Martín,
- Jorge Troiani, Jorge Troiaco
- Marita Ballesteros,
- Patricia Iglesias,
- Carmen Vallejo,
- Julio Gini,
- Silvia Pérez... Polola Julia Echagüe
- Perla Caron,
- Luis Miguel... Participación especial

## Frases famosas
El programa hizo populares una serie de latiguillos que quedaron en la memoria colectiva de los argentinos:
- «Benemérito señor director, le pertenezco» (Gianni Della Nata, representado por Gianni Lunadei).
- «¡Amo este sillón!» (Gianni Della Nata, representado por Gianni Lunadei).
- «Llegó la hora triste y ridícula, de ser el malo de la película O Ser un cretino, ser un villano. Esta es la hora de ser el malo», acompañado por una música, cada vez que a Della Nata se le venía una idea «siniestra» a la cabeza.
- «¡Infeliiiiiz!» Con voz aflautada (Della Nata).
- 《Se me ha ocurrido una genialidad para otra maldad》 acompañado por un coro y música, cada vez que Della Nata tenía un pensamiento y miraba a la cámara con rostro de siniestra picardia.
- «Zac» (Della Nata).
- «Cómo me considera» (Fernández de Rosa).
- «¡Qué bochorno!» (Bonnet).
- «Presencia» (Edgardo Mesa).
- «¡Assassino!» (‘asesino’, en italiano, Renni).
- «Pasta cuccinatta» (Renni).
- «¡Qué día Señor! Qué día!» (Juan Carlos Mesa)
- «¡Segundo!» (Cris Morena)
- «¡Sakemoto piolo!» (Sakemoto)